# 菜肉包
菜肉包是廣東、香港和澳門地區常見的點心，是以上海白菜及豬肉粒混於一起成餡製作的蒸包。白菜爽脆又夾雜入味的豬肉粒，口感分明。